# Graustark

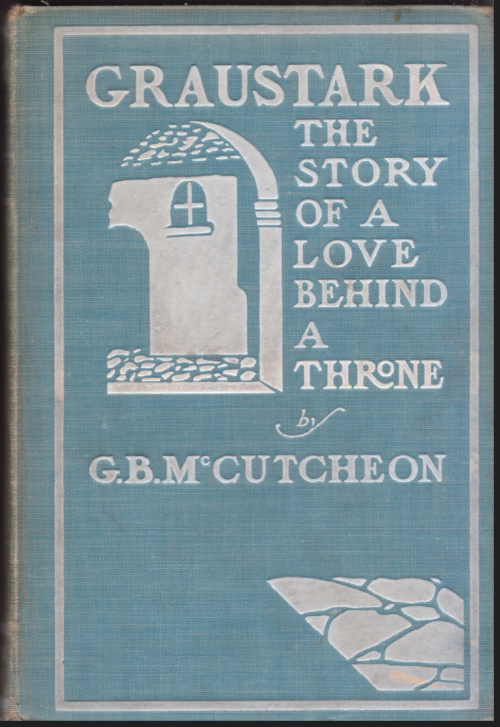
La couverture de Graustark: The Story of a Love Behind a Throne (1901).

Graustark est un pays de fiction inventé par l'écrivain américain George Barr McCutcheon dans le roman d'aventures Graustark: The Story of a Love Behind a Throne, paru en 1901. Son succès donne lieu à cinq suites, ainsi qu'à plusieurs adaptations au cinéma dans les années 1910 et 1920.
Graustark est une principauté perdue dans les montagnes d'Europe centrale. Elle est en partie calquée sur la Ruritanie d'Anthony Hope : un petit pays isolé, à l'écart de la modernité, dont la dynastie régnante est menacée par des usurpateurs et des voisins agressifs. Sa capitale est Edelweiss. Elle a pour voisines les principautés d'Axphain et de Dawsbergen.

## Œuvres

### Romans
- 1901 : Graustark: The Story of a Love Behind a Throne Graustark apparaît dans une situation délicate vis-à-vis de ses voisins : la principauté doit régler de lourdes indemnités de guerre à Axphain à la suite d'une défaite militaire survenue quinze ans plus tôt. La main de la princesse Yetive est disputée entre plusieurs prétendants, dont le prince d'Axphain et le maléfique Gabriel de Dawsbergen.
- 1904 : Beverly of Graustark Le prince Dantan de Dawsbergen est chassé du pouvoir par son demi-frère Gabriel et contraint de prendre le maquis.
- 1909 : Truxton King: A Story of Graustark Graustark et son jeune prince Robin doivent faire face à une conspiration anarchiste et aux ambitions d'un noble exilé.
- 1914 : The Prince of Graustark Un riche financier américain s'intéresse aux affaires de Graustark en vue de marier sa fille au prince Robin.
- 1924 : East of the Setting Sun
- 1927 : The Inn of the Hawk and Raven

### Films
- 1915 : Graustark (en), réalisé par Fred E. Wright, avec Francis X. Bushman et Beverly Bayne
- 1916 : The Prince of Graustark (it), réalisé par Fred E. Wright, avec Bryant Washburn et Marguerite Clayton
- 1923 : Truxton King, réalisé par Jerome Storm, avec John Gilbert et Ruth Clifford
- 1925 : Graustark, réalisé par Dimitri Buchowetzki, avec Eugene O'Brien et Norma Talmadge
- 1926 : Beverley of Graustark, réalisé par Sidney Franklin, avec Antonio Moreno et Marion Davies